# Calendrier international féminin UCI 2012
Le calendrier international féminin UCI 2012 regroupe les compétitions féminines de cyclisme sur route organisées sous le règlement de l'Union cycliste internationale durant la saison 2012.
Le calendrier est composé de 89 épreuves, organisées du 1er février au 11 novembre. Il comprend la Coupe du monde de cyclisme sur route féminine 2012 et les Championnats du monde de cyclisme sur route 2012 de Fauquemont. 

## Calendrier des épreuves

### Février
| Date  | Course                              | Cat. | Vainqueur      | Équipe du vainqueur              |
| ----- | ----------------------------------- | ---- | -------------- | -------------------------------- |
| 1-3   | Tour du Qatar                       | 2.1  | Judith Arndt   | GreenEDGE-AIS                    |
| 14    | Championnat d'Asie-contre-la-montre | CC   | Ah Reum Na     | Équipe nationale de Corée du Sud |
| 18    | Championnat d'Asie-course en ligne  | CC   | Mei Yu Hsiao   | Équipe nationale de Taïwan       |
| 22-26 | Tour de Nouvelle-Zélande            | 2.2  | Evelyn Stevens | Équipe nationale des États-Unis  |
| 25    | Circuit Het Nieuwsblad              | 1.2  | Loes Gunnewijk | GreenEDGE-AIS                    |
| 29    | Le Samyn des Dames                  | 1.2  | Adrie Visser   | Skil-1t4i                        |

### Mars
| Date  | Course                                    | Cat. | Vainqueur            | Équipe du vainqueur             |
| ----- | ----------------------------------------- | ---- | -------------------- | ------------------------------- |
| 4     | Omloop van het Hageland                   | 1.2  | Elizabeth Armitstead | AA Drink-Leontien.nl            |
| 8     | Drenthe 8                                 | 1.1  | Chloe Hosking        | Team Specialized Lululemon      |
| 9     | Championnat Panaméricain-contre-la-montre | CC   | Amber Neben          | Équipe nationale des États-Unis |
| 10    | Tour de Drenthe                           | CDM  | Marianne Vos         | Stichting Rabo                  |
| 11    | Novilon Euregio Cup                       | 1.1  | Marianne Vos         | Stichting Rabom                 |
| 11    | Championnat Panaméricain-course en ligne  | CC   | Yumari González      | Équipe nationale de Cuba        |
| 15    | Grand Prix du Salvador                    | 1.1  | Noemi Cantele        | Be Pink                         |
| 16    | Championnat d'Océanie-contre-la-montre    | CC   | Shara Gillow         | Équipe nationale d'Australie    |
| 16-20 | Tour du Salvador                          | 2.2  | Clemilda Fernandes   | Équipe nationale du Brésil      |
| 17    | Classique de Padoue                       | 1.2  | Carmen Small         | Équipe nationale des États-Unis |
| 17    | Championnat d'Océanie-course en ligne     | CC   | Gracie Elvin         | Équipe nationale d'Australie    |
| 18    | Cholet-Pays de Loire                      | 1.2  | Audrey Cordon        | Vienne Futuroscope              |
| 21    | Grand Prix GSB                            | 1.1  | Evelyn García        | Be Pink                         |
| 25    | Trofeo Alfredo Binda-Comune di Cittiglio  | CDM  | Marianne Vos         | Stichting Rabo                  |

### Avril
| Date  | Course                        | Cat. | Vainqueur            | Équipe du vainqueur                 |
| ----- | ----------------------------- | ---- | -------------------- | ----------------------------------- |
| 1     | Tour des Flandres             | CDM  | Judith Arndt         | GreenEDGE-AIS                       |
| 2     | Grand Prix de Dottignies      | 1.2  | Monia Baccaille      | MCipollini-Giambenini               |
| 4-8   | Energiewacht Tour             | 2.2  | Ina-Yoko Teutenberg  | Team Specialized Lululemon          |
| 8-10  | Tour de Thaïlande             | 2.2  | Xin Liu              | China Chongming - Giant Pro Cycling |
| 15    | Halle-Buizingen               | 1.2  | Chloe Hosking        | Team Specialized Lululemon          |
| 15    | Ronde van Gelderland          | 1.2  | Suzanne de Goede     | Skil-1t4i                           |
| 18    | Flèche wallonne féminine      | CDM  | Evelyn Stevens       | Team Specialized Lululemon          |
| 21    | Omloop van Borsele            | 1.2  | Eleonora van Dijk    | Team Specialized Lululemon          |
| 22    | GP Stad Roeselare             | 1.1  | Annemiek van Vleuten | Stichting Rabo                      |
| 25    | Gran Premio della Liberazione | 1.2  | Noemi Cantele        | Be Pink                             |
| 25-29 | Gracia Orlova                 | 2.2  | Evelyn Stevens       | Team Specialized Lululemon          |
| 27-29 | Grand Prix Elsy Jacobs        | 2.1  | Marianne Vos         | Stichting Rabo                      |

### Mai
| Date  | Course                                                     | Cat. | Vainqueur                | Équipe du vainqueur     |
| ----- | ---------------------------------------------------------- | ---- | ------------------------ | ----------------------- |
| 5     | Knokke-Heist-Bredene                                       | 1.2  | Liesbet De Vocht         | Stichting Rabo          |
| 9     | Heydar Aliyev Anniversary Time Trial                       | 1.2  | Elena Tchalykh           | Dolmans-Boels           |
| 9-11  | Tour de l'île de Chongming                                 | 2.1  | Melissa Hoskins          | GreenEDGE-AIS           |
| 12    | Clasico Aniversario De La Federacion Veneolana De Ciclismo | 1.2  | Mayra Del Rocio Rocha    |                         |
| 13    | Tour of Chongming Island World Cup                         | CDM  | Shelley Olds             | AA-Drink-Leontien.nl    |
| 13    | Coupe de la fédération vénézuélienne de cyclisme           | 2.2  | Janildes Fernandes Silva |                         |
| 13    | Celtic Chrono                                              | 1.2  | Wendy Houvenaghel        |                         |
| 15    | Grand Prix of Maykop                                       | 1.2  | Anastasiya Chulkova      |                         |
| 16-17 | Tour de l'île de Zhoushan I                                | 2.2  | Emilie Moberg            | Hitec Products UCK      |
| 17    | Gooik-Geraardsbergen-Gooik                                 | 1.2  | Liesbet De Vocht         | AA-Drink-Leontien.nl    |
| 17-20 | Tour of Adygeya                                            | 2.2  | Alexandra Burchenkova    | S.C. Michela Fanini-Rox |
| 18    | Tour de l'île de Zhoushan II                               | 1.2  | Xiao Hui Liu             | China Chongming-Giant   |
| 19    | Chrono Gatineau                                            | 1.2  | Clara Hughes             | Specialized-Lululemon   |
| 19    | Grand Prix cycliste de Gatineau                            | 1.2  | Ina-Yoko Teutenberg      | Specialized-Lululemon   |
| 19    | Copa Fundadeporte                                          | 1.2  | Angie González           |                         |
| 20    | Clasico Fundadeporte                                       | 1.2  | Mayra Del Rocio Rocha    |                         |
| 20    | GP Comune di Cornaredo                                     | 1.2  | Iris Slappendel          | Stichting Rabo          |
| 23-27 | Tour de Free State                                         | 2.1  | Emma Johansson           | Hitec Products-UCK      |
| 24-28 | The Exergy Tour                                            | 2.1  | Evelyn Stevens           | Specialized-Lululemon   |
| 25    | Parkhotel Valkenburg Hills Classic                         | 1.2  | Annemiek van Vleuten     | Stichting Rabo          |
| 26    | 7-Dorpenomloop van Aalburg                                 | 1.2  | Annemiek van Vleuten     | Stichting Rabo          |

### Juin
| Date  | Course                                  | Cat. | Vainqueur           | Équipe du vainqueur   |
| ----- | --------------------------------------- | ---- | ------------------- | --------------------- |
| 3     | Liberty Classic                         | 1.1  | Ina-Yoko Teutenberg | Specialized-Lululemon |
| 5     | Durango-Durango Emakumeen Saria         | 1.2  | Emma Pooley         | AA-Drink-Leontien.nl  |
| 7-10  | Emakumeen Euskal Bira                   | 2.1  | Judith Arndt        | Orica-AIS             |
| 14-16 | RaboSter Zeeuwsche Eilanden             | 2.2  | Kirsten Wild        | AA-Drink-Leontien.nl  |
| 16-17 | Tour du Trentin-Haut-Adige-Tyrol-du-Sud | 2.1  | Linda Villumsen     | Orica-AIS             |
| 29-7  | Tour d'Italie                           | 2.1  | Marianne Vos        | Stichting Rabo        |

### Juillet
| Date  | Course                                     | Cat. | Vainqueur            | Équipe du vainqueur                |
| ----- | ------------------------------------------ | ---- | -------------------- | ---------------------------------- |
| 5-8   | Tour de Feminin - O cenu Ceskeho Svycarska | 2.2  | Larisa Pankova       |                                    |
| 11-15 | Tour de Bretagne féminin                   | 2.2  | Anna van der Breggen | Sengers Ladies                     |
| 15    | Dwars door de Westhoek                     | 1.2  | Kim de Baat          | Wimi Games-St Martinus CT-Kerksken |
| 17-22 | Tour de Thuringe                           | 2.1  | Judith Arndt         | GreenEDGE-AIS                      |
| 19-22 | Tour féminin en Limousin                   | 2.2  | Marianne Vos         | Stichting Rabo                     |
| 29    | Course en ligne des Jeux olympiques        | JO   | Marianne Vos         | Pays-Bas                           |

### Août
| Date  | Course                                          | Cat. | Vainqueur             | Équipe du vainqueur   |
| ----- | ----------------------------------------------- | ---- | --------------------- | --------------------- |
| 1     | Contre-la-montre des Jeux olympiques            | JO   | Kristin Armstrong     |                       |
| 4     | Erpe-Mere-Erondegem                             | 1.1  | Adrie Visser          | Skil-1t4i             |
| 4-12  | Route de France                                 | 2.1  | Evelyn Stevens        | Specialized-Lululemon |
| 9     | Championnat d'Europe du contre-la-montre        | CC   | Evelyn Arys           |                       |
| 11    | Championnat d'Europe sur route                  | CC   | Anna van der Breggen  |                       |
| 17    | Open de Suède Vårgårda TTT                      | CDM  | Specialized-Lululemon | Specialized-Lululemon |
| 18-22 | Trophée d'Or féminin                            | 2.2  | Elena Cecchini        | MCipollini-Giambenini |
| 19    | Open de Suède Vårgårda                          | CDM  | Iris Slappendel       | Stichting Rabo        |
| 25    | Grand Prix de Plouay                            | CDM  | Marianne Vos          | Stichting Rabo        |
| 25-27 | Lotto-Decca Tour                                | 2.2  | Ellen van Dijk        | Specialized-Lululemon |
| 28-2  | Tour de Toscane féminin-Mémorial Michela Fanini | 2.1  | Malgorzata Jasinska   | MCipollini-Giambenini |

### Septembre
| Date | Course                                               | Cat. | Vainqueur                  | Équipe du vainqueur        |
| ---- | ---------------------------------------------------- | ---- | -------------------------- | -------------------------- |
| 2    | Mémorial Davide Fardelli                             | 1.1  | Edwige Pitel               |                            |
| 3-8  | Tour de l'Ardèche                                    | 2.2  | Emma Pooley                | AA Drink-Leontien.nl       |
| 4-9  | BrainWash Ladies Tour                                | 2.1  | Marianne Vos               | Stichting Rabo             |
| 9    | Chrono champenois                                    | 1.1  | Wendy Houvenaghel          |                            |
| 16   | Championnat du monde du contre-la-montre par équipes | CM   | Team Specialized-Lululemon | Team Specialized-Lululemon |
| 18   | Championnat du monde du contre-la-montre             | CM   | Judith Arndt               | Allemagne                  |
| 22   | Championnat du monde sur route                       | CM   | Marianne Vos               | Pays-Bas                   |

### Octobre
| Date | Course                                 | Cat. | Vainqueur   | Équipe du vainqueur |
| ---- | -------------------------------------- | ---- | ----------- | ------------------- |
| 21   | Chrono des Nations-Les Herbiers-Vendée | 1.1  | Amber Neben | États-Unis          |

### Novembre
| Date | Course                                 | Cat. | Vainqueur        | Équipe du vainqueur |
| ---- | -------------------------------------- | ---- | ---------------- | ------------------- |
| 8    | Championnat d'Afrique-contre-la-montre | CC   | Ashleigh Moolman | Afrique du Sud      |
| 8    | Championnat d'Afrique-course en ligne  | CC   | Ashleigh Moolman | Afrique du Sud      |

## Classements UCI
Classements finaux

### Classement individuel
| Rang | Cycliste             | Équipe         | Points |
| ---- | -------------------- | -------------- | ------ |
| 1    | Marianne Vos         | Stichting Rabo | 1 666  |
| 2    | Judith Arndt         | Orica-AIS      | 964,5  |
| 3    | Emma Johansson       | Hitec Products | 885    |
| 4    | Evelyn Stevens       | Specialized    | 825    |
| 5    | Amber Neben          | Specialized    | 574    |
| 6    | Ina-Yoko Teutenberg  | Specialized    | 563    |
| 7    | Annemiek van Vleuten | Stichting Rabo | 558    |
| 8    | Trixi Worrack        | Specialized    | 512    |
| 9    | Linda Villumsen      | Orica-AIS      | 451,25 |
| 10   | Shelley Olds         | AA Drink       | 393,75 |

455 cyclistes classées

### Classement par équipes
|    | Équipe                      | Points   |
| -- | --------------------------- | -------- |
| 1  | Stichting Rabo              | 2 879    |
| 2  | Team Specialized-Lululemon  | 2 674    |
| 3  | Orica-AIS                   | 1 960,75 |
| 4  | AA Drink-Leontien.nl        | 1 654    |
| 5  | Hitec Products-Mistral Home | 1 490,25 |
| 6  | BePink                      | 874      |
| 7  | MCipollini-Giambenini       | 790,01   |
| 8  | RusVelo                     | 766,5    |
| 9  | Diadora-Pasta Zara          | 537      |
| 10 | Lotto Belisol Ladies        | 495      |

36 équipes classées

### Classement par pays
|    | Pays            | Points   |
| -- | --------------- | -------- |
| 1  | Pays-Bas        | 3 275,42 |
| 2  | Allemagne       | 2 413,75 |
| 3  | États-Unis      | 2 200,42 |
| 4  | Italie          | 1 537,67 |
| 5  | Grande-Bretagne | 1 091    |
| 6  | Australie       | 1 045    |
| 7  | Suède           | 978,75   |
| 8  | Canada          | 641      |
| 9  | Belgique        | 615,92   |
| 10 | France          | 557,5    |

67 pays classés